# Beauford H. Jester
Beauford Halbert Jester (* 12. Januar 1893 in Corsicana, Texas; † 11. Juli 1949 bei Houston, Texas) war ein US-amerikanischer Politiker und von 1947 bis 1949 Gouverneur des Bundesstaates Texas.

## Frühe Jahre
Beauford Jester war der Sohn von George Taylor Jester, der zwischen 1894 und 1898 Vizegouverneur von Texas gewesen war. Der jüngere Jester besuchte die öffentlichen Schulen in Corsicana und studierte dann bis 1916 an der University of Texas. Danach begann er an der juristischen Fakultät der Harvard University ein Jurastudium. Dieses Studium wurde durch den Ersten Weltkrieg unterbrochen, an dem Jester als Hauptmann einer Infanterieeinheit teilnahm. Nach dem Krieg beendete er 1920 sein Jurastudium, das er an der University of Texas fortgesetzt hatte. Nach seiner Zulassung als Rechtsanwalt begann er in Corsicana in seinem neuen Beruf zu praktizieren. Viele seiner Fälle hatten mit der Ölindustrie zu tun. Neben seiner Anwaltstätigkeit leitete er eine Ranch, auf der neben der Viehzucht auch Baumwollanbau betrieben wurde. Außerdem leitete er von 1925 bis 1938 die Anwaltskammer des Navarro County und zwischen 1940 und 1941 die des Staates Texas. Von 1929 bis 1935 war er Mitglied im Vorstand der University of Texas und ab 1933 dessen Vorsitzender. Unter seiner Führung wurde diese Universität weiter ausgebaut.

## Politische Laufbahn
Jester war Mitglied der Demokratischen Partei. Zwischen 1942 und 1947 gehörte er dem Eisenbahnausschuss seines Staates an. Im Jahr 1946 bewarb sich Beauford Jester in seiner Partei um die Nominierung zum Spitzenkandidaten für die anstehende Gouverneurswahl. Nach seinem Sieg in den Vorwahlen und anschließend bei der eigentlichen Wahl konnte er am 21. Januar 1947 das Amt des Gouverneurs von Texas antreten. Im Jahr 1948 wurde er in eine zweite Amtsperiode gewählt. In seiner Amtszeit wurde eine Justizreform durchgeführt, die vor allem das Gefängnissystem verbesserte. Gleichzeitig wurden das Bildungs- und das Gesundheitswesen deutlich verbessert. Allerdings überschritt in Jesters Amtszeit der Staatshaushalt von Texas erstmals die Milliardengrenze. Jester brachte auch einige Arbeitsgesetze auf den Weg, die sich teilweise gegen die Gewerkschaften richteten. Andererseits trat er für die Abschaffung der sogenannten „Poll Tax Laws“ ein, die das Wahlrecht an bestimmte Eigentumsverhältnisse knüpften.
Gouverneur Jester verstarb im Juli 1949 überraschend während einer Eisenbahnfahrt nach Galveston in der Nähe von Houston an einem Herzanfall. Damit war er der erste Gouverneur von Texas, der während seiner Amtszeit verstarb. Mit seiner Frau Mabel Buchanan hatte er drei Kinder.